# Peter Michael Ehrle
Peter Michael Ehrle (* 23. März 1945 in Chodau, Sudetenland) ist ein deutscher Bibliothekar und Historiker. Er war von 1994 bis 2008 Direktor der Badischen Landesbibliothek in Karlsruhe.

## Leben
Ehrle studierte Geschichte und Germanistik in Tübingen. 1979 wurde er mit der Arbeit Volksvertretung im Vormärz. Studien zur Zusammensetzung, Wahl und Funktion der deutschen Landtage im Spannungsfeld zwischen monarchischem Prinzip und ständischer Repräsentation promoviert. Er absolvierte das Bibliotheksreferendariat an der Universitätsbibliothek Tübingen, wo er im Anschluss von 1974 bis 1992 das Fachreferat für Geschichte und die Leitung der Abteilung Sachkatalog übernahm. Von 1992 bis 1994 fungierte er als stellvertretender Direktor der Württembergischen Landesbibliothek in Stuttgart, 1994 wurde er dann Direktor der Badischen Landesbibliothek in Karlsruhe.
Ehrles Amtszeit war geprägt durch eine enorme Vermehrung der Handschriften und Alten Drucke an der Badischen Landesbibliothek, darunter u. a. 1994 268 mittelalterliche Handschriften und 52 Inkunabeln aus der Fürstlich Fürstenbergischen Hofbibliothek Donaueschingen, 1995 die Schlossbibliothek Baden-Baden mit rund 40.000 Bänden und ihrer Musikaliensammlung sowie 1999 eine Sammlung von Musikhandschriften und -drucken, ebenfalls aus der Fürstlich Fürstenbergischen Hofbibliothek Donaueschingen. Der bedeutsamste Zuwachs erfolgte 2001 mit der Handschrift C des Nibelungenliedes.
2006 planten die damalige Regierung Baden-Württembergs und die Familie von Baden im sog. Handschriftenstreit, mittelalterliche Handschriften aus dem Bestand der Badischen Landesbibliothek zu veräußern und mit dem erzielten Erlös die Sanierung von Schloss Salem am Bodensee zu finanzieren. Ehrle engagierte sich vehement und schlussendlich erfolgreich gegen den Verkauf der Handschriften und war beratendes Mitglied der 2007 eingesetzten Expertenkommission zur Klärung der Eigentumsfrage.
Als das Land Baden-Württemberg beabsichtigte, gestützt auf einen Vorschlag des Landesrechnungshofs, in der Badischen Landesbibliothek eine hohe Anzahl von Stellen abzubauen, reichte Ehrle 2008 seinen Antrag auf vorzeitige Versetzung in den Ruhestand ein.

## Publikationen (Auswahl)
- Robert von Mohl als Leiter der Tübinger Universitätsbibliothek (1836–1844). Tübingen, 1975
- Volksvertretung im März. Studien zur Zusammensetzung, Wahl und Funktion der deutschen Landtage im Spannungsfeld zwischen monarchischem Prinzip und ständischer Repräsentation. Frankfurt am Main: Peter Lang, 1979.
- Der Deutschen Dreyssig-Jähriger Krieg. Hamburg 1657. Digitalisat und Volltext im Deutschen Textarchiv
(Neudruck hrsg. mit Kommentar). Fink, München 1983, ISBN 3-7705-2126-9.
Die Bibliothek des Melanchthonhauses in Bretten und die Badische Landesbibliothek. In: Bücher, Menschen und Kulturen. Festschrift für Hans-Peter Geh zum 65. Geburtstag, hrsg. von Birgit Schneider, Felix Heinzer und Vera Trost, München: Saur, 1999, S. 136–143.
Die Badische Landesbibliothek. In: Die badischen Regionen am Rhein. 50 Jahre Baden in Baden-Württemberg – eine Bilanz, Baden-Baden: Nomos, 2002, S. 443–446.
- Vom markgräflichen Sammeleifer zur staatlichen Erwerbungspolitik. Zur Geschichte der Badischen Landesbibliothek. Vortrag von Dr. Peter Michael Ehrle, gehalten am 28. September 2006 in Karlsruhe im Rahmen der Veranstaltungsreihe „200 Jahre Baden – Freiheit verbindet“ (PDF).
- Der baden-württembergische „Kulturgüterstreit“ – eine Zwischenbilanz (Stand: 28.11.2006). In: EUCOR-Bibliotheksinformationen 28 (2006), S. 8–12 (PDF).
- Für Baden und Europa gerettet? Eine Zwischenbilanz des „Kulturgüterstreits“ (20.09.2006 – 20.01.2007). In: Die Handschriftensammlung der Badischen Landesbibliothek – bedrohtes Kulturerbe?, hrsg. von Peter Michael Ehrle und Ute Obhof, Gernsbach: Katz, 2007, S. 81–126.